# Водэ, Георгий Дмитриевич
Гео́ргий Дмитриевич Во́дэ (рум. Gheorghe Vodă; 24 декабря 1934, село Вэлень, Измаильский уезд, Румыния — 24 февраля 2007, Кишинёв, Молдавия) — советский и молдавский поэт, кинорежиссёр и сценарист.

## Биография
Георге Водэ родился 24 декабря 1934 года в селе Вэлень Измаильского уезда Румынии (ныне Кагульский район Молдавии).
В 1954-1959 годах обучался на филологическом факультете Кишинёвского государственного педагогического института им. Иона Крянгэ.
В 1964 году направлен в Москву на Высшие двухгодичные курсы сценаристов и режиссёров.
С 1962 года работал в качестве режиссёра и сценариста на киностудии «Молдова-фильм». В 60-е и 70-е годы написал сценарии и снял несколько художественных и документальных фильмов (Нужен привратник, 1967; Один перед любовью (1969) и др.) С 70-х годов кинематографической деятельностью занимался лишь эпизодически.
Выпустил несколько сборников стихов (Zborul semințelor, 1962; Focuri de toamnă, 1965; Ploaie fierbinte, 1967; Aripi pentru Manole, 1969 и т. д.).
Георге Водэ длительное время работал в качестве литературного консультанта Союза писателей Молдавии, внёс значительный вклад в развитие молодых талантов. В 1986 году он был удостоен Государственной премии Молдавской ССР.
С 1988 года принимал активное участие в борьбе Молдавии за национальную независимость.
Член Союза кинематографистов Молдавской ССР. Член КПСС.
Георге Водэ скончался 24 февраля 2007 года, похоронен на Центральном (Армянском) кладбище в Кишинёве.
30 мая 2013 года посмертно удостоен звания Почётного гражданина Кишинёва.

## Сборники поэзии
- Полет семян (Zborul semințelor) (1962)
- Осенние огни (Focuri de toamnă) (1965)
- Ploaie fierbinte (1967)
- Крылья для Маноле (Aripi pentru Manole) (1969)
- Сладкие деревья (Pomii dulci) (1972)
- Волны (Valurile) (1974)
- Останься! (Rămâi) (1977)
- Открытие колодца (перевод на русский Р. А. Ольшевского), 1978
- Inima alergând (1981)
- De dorul vieții, de dragul pământului (1983)
- Valurile (1984)
- La capătul vederii (1984)
- Scrieri alese(1988)
- Viața pe nemâncate (1999)
- Aripi pentru cădere (2004)[2]

## Книги для детей
- Дневник школьника (Caietul din fântână) (1979)
- Leagănul(1980)
- Bunicii mei(1990)

## Фильмография

### Художественные фильмы
- 1967 — Нужен привратник / Se caută un paznic
- 1969 — Один перед любовью / Singur în fața dragostei
- 1971 — Лето рядового Дедова / Vara ostașului Dedov

### Документальные фильмы
- Amar (1965)
- Кишинёв-500 (Chișinău-500) (1966)
- С песней в гости (Cu cântecul în ospeție) (1966)
- По осени (De-ale toamnei) (1966)
- Мария (Maria) (1969)
- Кишинёв, Кишинёв (Chișinău, Chișinău) (1971)
- Доверие (Încredere) (1973)
- Незабываемое лето (Vară de neuitat) (1974)
- Usturici nr.3 (1989)